# Hondura
Hondura es una localidad española perteneciente al municipio de Barbalos, dentro de la provincia de Salamanca, y la comunidad autónoma de Castilla y León.

## Geografía
Está situado al sur de la capital salmantina a unos 45 km de la misma por la carretera C-512. Situada en la penillanura salmantina y formando parte de la zona de transición a la Sierra, ya que la Sierra de las Quilamas apenas se encuentra a unos pocos km de Hondura incluso se pueden considerar las
Cumbres como las estribaciones más al norte de esta sierra, a la cual pertenecen los conocidos picos Cervero (1463 m s. n. m.) y Quilama (1433 m s. n. m.) .
En cuanto a la comarca a la cual pertenece Hondura se puede incluir dentro de la Huebra (antigua Valdobla) en cuanto al núcleo urbano, junto con pueblos como Barbalos o Narros, pero hay que realizar ciertas matizaciones en cuanto a las comarcas de los pueblos circundantes.
Las tierras situadas al este de Hondura pertenecen a la comarca de las Bardas, en la cual se integran los limítrofes San Domingo, Alberguería, y Herguijuela, aunque ya se pueden considerar como de Las Bardas las tierras hondureñas que vierten sus aguas al Alagón y que poseen como característica principal la abundancia de robles y de sus matas: las bardas.
El pueblo más influyente a lo largo de la historia en Hondura es sin duda Escurial de la Sierra,[cita requerida] el cual a pesar de su nombre es incluida en la comarca de la Huebra,[cita requerida] pero también en la subcomarca de la Calería junto con Linares de Riofrío, Navarredonda y Rinconada. Sin embargo sus habitantes no son serranos. Todas estas comarcas son lo que los serranos llaman genéricamente el Campo, especialmente a la Huebra. En cuanto a Linares también pertenece a la Calería pero aquí sus habitantes ya son serranos y no charros, aunque claro sus matices no son completamente serranos al estar influenciados por los pueblos circundantes tal como San Domingo a apenas 2 km.[cita requerida]
En concreto Hondura se encuentra en 5º55' W y 40º38'40" N y a una altitud de 965 m s. n. m. La extensión de su término es de 1188 ha, oscilando la altura entre los 920 m del arroyo de la Hojita a la salida de las tierras hondureñas y los 1012 de Las Cumbres al sur del término. Otros puntos geográficos a cita son el teso de Iñigo al N con sus 998 m y el Teso de la Cabeza con 994 m de altura.

### Hidrografía
En cuanto a la hidrografía, Hondura pertenece a dos cuencas hidrográficas distintas: la del Duero en su mitad oeste y la del Tajo en su mitad este. Todas sus corrientes son regato con un régimen estacional, secándose en verano todos ellos. Antiguamente el Arroyo de la Hojita tenía agua prácticamente todo el año, como atestiguan los molinos hoy desaparecidos en las tierras del Corral, y constituye una de las fuentes del río Huebra, como aseguraban diferentes geógrafos en el s XIX.
Los principales regatos de la cuenca del Huebra son el arroyo de la Hojita, el regato del Borbollón y el regato del Engelmo, mientras que al Alagón van los regatos de la Orinosa, Navañigo y Pocilguitas.

## Historia

### Prehistoria
La primera construcción en Hondura es sin duda el dolmen se cree que de 6000 a. C., se trata de un dolmen sin excavar debido a que no se ha conocido su naturaleza hasta hace relativamente poco tiempo. Se usó como cantera y lo llamaban el Cotorrito, por ello faltan las lanchas de piedra superiores. Conserva 7 ortostatos de esquisto cuarcítico bien ajustados delimitando el sector occidental de una cámara de planta oval con medidas interiores 3 por 2'1 m y con una dirección N-S en su eje longitudinal. Del corredor solo se conserva una piedra, midiendo el túmulo 28 m de diámetro.

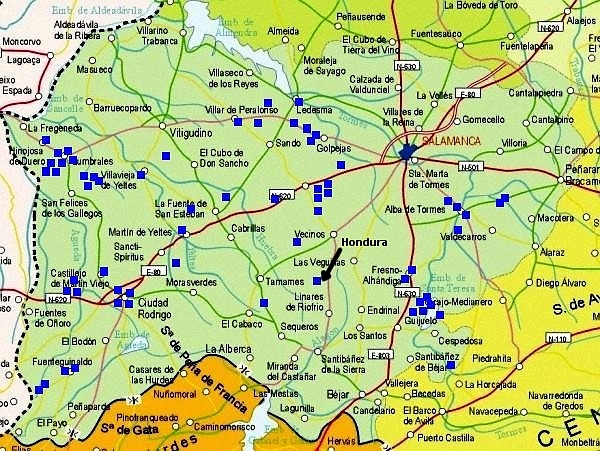
Monumentos megalíticos en Salamanca. Resaltado el dolmen de Hondura. Cód. 37041001

También se descubrió un ídolo en forma de piedra redonda con una incisión en su parte baja para hacer que fuera femenino. Se ignora su época pero es muy anterior a los romanos.
Del neolítico se conserva un moledor de piedra (aprox. 3000 a. C.) lo que aclara la tradición agrícola de estas tribus, también se conserva una maza de granito (aprox.1600 a. C.) ambos objetos se encuentran en sendos museos salmantinos.
Antes de la dominación romana la tribu que habitaba toda la zona, incluidas las actuales provincias de Salamanca y Ávila, eran los vetones de origen celtíbero y de orientación ganadera. Construyeron los castros que existen en la cercana Sierra de las Quilamas.

### Dominación romana y visigoda
La conquista romana se produjo hacia el 80 a. C. integrándose Hondura en la provincia romana de Lusitania. Probablemente son de esta época las tumbas aparecidas hace años en el Tesoro, y aunque la zona está cercana a la Vía de la Plata lo más cercano que se conserva actualmente está en Peralejos de Solís, y restos de una mina en Sanchogómez..
La dominación romana duro hasta finales del siglo V, en que la zona es invadida por los bárbaros y se disputan finalmente el dominio de la región suevos y visigodos que finalmente son los que se establecen. Con los visigodos se puebla bastante la región, a la que denominan Campos Gérticos. De esta época es la tablilla de piedra que cubría una vasija de barro con las cenizas de algún guerrero aparecida al lado de la charca del chapallón en la carretera del Corralito. La tablilla tenía inscritas anotaciones de tipo numeral, y es de tipo Lerilla. Los restos de la tablilla pasaron a un museo (por cierto historiador bejarano), y se ha datado en el siglo VI.
El cristianismo no aparece hasta finales del s VI, adorándose en la zona a la diosa Ilurbeda.

### Dominación musulmana
El año 711 los árabes invaden la península y en el año 713 acaba el dominio visigodo con la batalla de Segoyuela donde algunos historiadores creen que aún vivía Don Rodrigo y que por eso su tumba esta en Viseu (Portugal).De aquí surge una leyenda muy arraigada en la zona la leyenda de la Cava y la Cueva de la Quilama. La resistencia ante el invasor se refleja por la reconstrucción de los castros de la sierra que fueron ocupados en el VIII.
Los árabes no gustaban del clima tan extremo que tenía la región y no la poblaron, de modo que hasta que fue reconquistada por los cristianos castellano-leoneses a mediados del s XI perteneció a la tierra de nadie.

### Reconquista
Hasta la conquista de Toledo en 1085 por Alfonso VI no se aseguró la posición cristiana y comenzó la repoblación. La repoblación de la zona se lleva a cabo por navarros, castellanos, leoneses y francos principalmente comenzando en época de Alfonso VI.
El nombre de Hondura se deriva del nombre de persona navarro Endura del cual se deriva el actual Induráin y este es el nombre que llevara Hondura durante los siguientes siglos conviviendo con Ondura hasta el s XVIII en que pasa a ser Ondura. Otras localidades con la misma raíz están en Francia cerca de la frontera en territorios del antiguo reino de Navarra como Undurain o la iglesia de Andurain, o en Ávila como Goterrendura.En la historia aparecen dos personas con este nombre un presbítero de San Millán de la Cogolla en 954 y un repoblador de Sieteiglesias de Tormes en el siglo XII.
Como decíamos los repobladores eran navarros o vascones tanto en Endura como en los actuales Garcíñigo, Sanchogómez, Narros de Matalayegua, Garcigalindo, Íñigo y otros, francos como en la fuente de Roldán (Tamames); castellanos como en Coca de Huebra.
Vamos a decir también que la comarca a la cual pertenece Hondura es la Huebra que viene de la antigua Valdobla (del latín val-dupla o valle doble), aclarando que parte del término de la actual Hondura pertenece a las Bardas a la cual también pertenecen Herguijuela y San Domingo y que siempre ha sido su iglesia perteneciente a la de Escurial por ello se asociaba a los pueblos serranos y de la Calería (Linares y Escurial) y no aparece como ahora se vería más lógico en el cuarto de Corvacera como Íñigo y Sanchogómez en el año 1265.
Además en esa época no se tenían muy claros los límites entre pueblos y a Hondura le correspondía terreno hasta cerca del actual campamento de Linares (la zona de la Bardera y las Cumbres que ahora son de Escurial).
La construcción que pervive de esta época es la iglesia, que es románica del siglo XII o principios del XIII a excepción del campanario añadido el siglo XVIII. Es de planta basilical construida con piedra de cantería en esquinas puertas y contrafuertes y el resto en pizarra más común en la zona.
Endura aparece en documentos de 1450 por enfrentamientos con cuatreros serranos le robaron a "Juan Palomeque de Endura" y fueron ayudados por "los homes de Escorial para que no roben más ganado"
Por esa época la iglesia ocupaba el centro del pueblo hasta el incendio que según la leyenda provocó una criada del señor del pueblo, pero se cree que es una forma de echar a los campesinos establecidos que no satisfacían las demandas económicas del señor.
Fue constante la lucha mantenida entre agricultores y ganaderos aquellos con sus abusivos rompimientos o quemas que suscitaban la ira de los ganaderos que veían muchas veces el espacio de pastoreo del ganado. En este sentido se recoge una seria advertencia a varios representantes de los concejos entre los que se encuentran Juan Palomeque de Endura y Andrés Martillero de San Domingo. ( Nuevas Poblaciones. Legajo 4093 A. Histórico Nacional) Como vemos este es el primer nombre de hondureño que conocemos.

### Edad Moderna

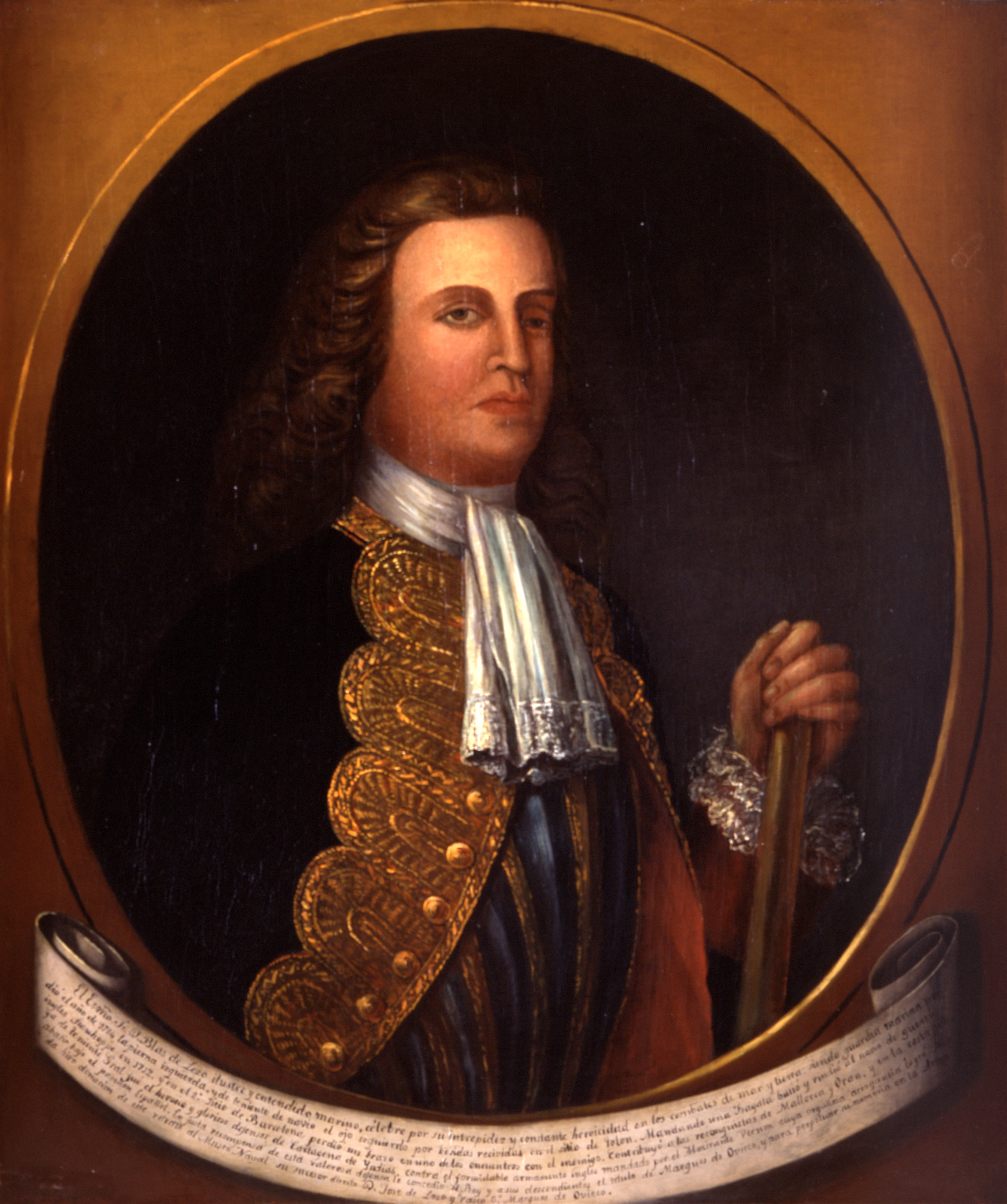
El Almirante General Blas de Lezo, antiguo señor de Hondura

Del reinado de los Reyes Católicos es el primer documento escrito de un hondureño que se conserva se trata de una carta de poder del año 1505. Lo dictó Antón Martín, junto con Pero Alonso el clérigo de Endura entonces, dirigida al señor del pueblo Don Diego de Çunniga.
De 1513 es otra carta de poder en la cual se describen las actuaciones del concejo de Endura y aparecen los nombres de varios hondureños de la época ( Juan Muñoz, Françisco Martín, Pedro de los Santos, Andrés Martillero, Aparicio García... ). El concejo es "el órgano supremo de administración con una base soberana que le da el asentimiento de todos los condueños a la propia institución".
En 1546 se concede la bula por parte de Paulo III para con el convento de los dominicos de Piedrahíta de modo que tanto Escurial como Hondura debían pagar 2/3 de los réditos al convento y el resto al párroco. Aparecerán en años posteriores diversos arrendamientos los diezmos mayores o menores al convento por parte de diferentes personas en 1567,1575,1608,1619,1621,1712,1719...
Durante el reinado de Carlos I se delimitan definitivamente los límites de Hondura aunque ya habían empezado antes al menos en 1503 cuando se delimitó la raya con San Domingo.
En 1604 aparece en el libro de los lugares y aldeas del obispado de Salamanca en el cual se dice que la iglesia necesitaba una reparación, que tenía 20 vecinos (no almas), y nombra por primera vez el Palacio que es la casa de campo de Don Pedro Martínez de Zúñiga y dice que el cura es el portugués Emmanuel Rodríguez.
La población en el siglo XVII va a disminuir debido entre otras razones a la peste que en 1676 mató a 8 personas. Durante este siglo se asientan en toda la comarca judíos conversos y descendientes de los antiguos mozárabes de donde proceden los nombres Generoso o Bonifacio y apellidos como Fiz.
También en este siglo se arregla la iglesia añadiéndole un bello retablo de la escuela vallisoletana y un altar mayor con columnas salomónicas barrocas.
En el siglo XVIII la propiedad de Hondura pasa al conocido marinero español Don Blas de Lezo. Hondura seguía siendo un señorío solariego en el cual el campesino pagaba a su señor por la ocupación de sus tierras.
Hondura en esta época pertenecía al cuarto de la Peña del Rey
En el catastro del Marqués de la Ensenada en 1753 se dice que los habitantes de Hondura debían pagar además de las rentas de los señores otros impuestos repartidos así:
- 1/9 al Beneficiado que residía en Hondura o Escurial 1/9 a la fábrica
- 2/9 al convento de Santo Domingo de Piedrahíta
- 2/9 la Universidad de Salamanca
- 3/9 al cabildo catedralicio

Hasta 1834 la iglesia de Hondura tenía propiedades en Escurial, Aldeanueva de Campomojado y Linares, según datos del libro de fábrica en el año 1760.

### Edad Contemporánea
Ya en el siglo XIX la propiedad del pueblo la tiene la Casa de Alba, y de esta casa es uno de los personajes más importantes de la historia hondureña: "la Corneja", es decir, Doña Teresa de Zúñiga y Cornejo, la vizcondesa de Garcigrande que en el año 1922 venderá Hondura a los 13 renteros por 1 millón de pesetas presionada por la situación internacional un tanto inestable debido principalmente a la Revolución rusa de 1918, acabando de este modo con el "feudalismo" entrado ya el s XX. Pero la evidente antipatía que sentía la señora por sus renteros hizo que antes de la venta cediese parte del término de Hondura a Escurial, que de no llevarse bien con Hondura habría cogido territorio hasta la esquina del Palacio. De este modo Hondura perdió la Bardera y casi todas Las Cumbres dejando de limitar con Linares como hasta ese momento.
Se construyó a principios de siglo la nueva casa de la Señora sobre una antigua ermita. Esta casa aún se conserva en perfectas condiciones en la plaza del pueblo.
El trazado definitivo de las "rayas" (lindes de los terrenos con los pueblos aledaños) se llevó a cabo durante la 2.ª República.
En este siglo se dispone la pertenencia de Hondura al ayuntamiento de Barbalos, pero siguiendo con la pertenencia a Escurial en cuanto a cuestiones religiosas.
Durante la guerra civil española perteneció al bando rebelde por lo cual no hubo problemas tras el final del conflicto, pero sufriendo como todo el país las consecuencias de la posguerra. La explotación del pueblo se regía como el resto de proindivisos de la comarca.
Un proindiviso es una creación artificial sobre suelos generalmente pobres para aprovechar agrícola, ganadera y forestalmente la tierra donde las cuotas de participación en la propiedad eran porcentaje socializado del trabajo y del resultado de la producción.
La fuerte emigración en los años 60 y 70 provoca el reparto de las tierras en 1974 y el cierre de la escuela a finales de la década de los 70.
En los años 80 a pesar del abandono progresivo de la población se consiguen grandes avances en cuanto a la calidad de vida. En 1982 se crea la revista el Álamo de la Plaza En 1985-86 se instala el agua corriente y se construyen las carreteras a Escurial y el Corralito.
A finales de la década se arranca el famoso álamo de la plaza, aunque hay que tener en cuenta que el más antiguo, el álamo del potro de la época de Carlos III, había sido ya arrancado para construir la carretera a Escurial.

## Demografía
Las tablas demográficas que se muestran se han obtenido a partir de los datos del INE para el municipio completo de Barbalos, considerando la proporción actual de población. Se puede apreciar el serio descenso de censados en la década de los 70, que alcanzó el 43,6% de la población total en 1970, seguido en importancia por el 23,5% en la década de los 60.
| 114                       | 112 | 117 | 105 | 99 | 93 | 102 | 78 | 44 | 39 | 28 | 25 | 11 | 11 |
| (Fuente: INE [Consultar]) |     |     |     |    |    |     |    |    |    |    |    |    |    |

| Gráfica de evolución demográfica de Hondura entre 2000 y 2022                           |
|                                                                                         |
| Fuente: Instituto Nacional de Estadística de España - Elaboración gráfica por Wikipedia |

## Comunicaciones
Está atravesada de norte a sur por la carretera de la Red Autonómica Básica (antiguas comarcales) CL-512, siendo esta la principal vía de comunicación. El resto de las carreteras de carácter local unen Hondura con la carretera CL-512 en la Casilla, con Escurial y con el Corral de Garcíñigo.
Hondura limita al norte con Íñigo, al este con Herguijuela del Campo, al sureste con Alberguería del Campo, al sur con San Domingo del Campo y con Escurial, y al oeste con Corral de Garcíñigo más conocido como el Corralito. 
Hace un siglo habría que sumar que al noreste limitaba con La Sierpe, y al sur con Linares de Riofrío.
Hondura pertenece al ayuntamiento de Barbalos, y su iglesia a la Parroquia de Escurial.